# Anel Omar Rodríguez
Anel Omar Rodríguez Barrera  (Aguadulce, 11 de septiembre de 1962 - Ciudad de Panamá, 10 de marzo de 2009) fue un pintor,  abogado, diplomático y político panameño, que ocupó el cargo de director del Instituto Nacional de Cultura (INAC) durante su carrera.

## Biografía
Rodríguez inició los estudios universitarios en la Facultad de Derecho y Ciencias Políticas de la Universidad de Panamá, pero posteriormente obtuvo la Licenciatura en Derecho y Ciencias Políticas en la Universidad Latinoamericana de Ciencia y Tecnología. Completó sus estudios de pintura en la Escuela Nacional de Artes Plásticas.
Se afilió al Partido Revolucionario Democrático, donde ocupó los cargos de subsecretario general de Frente de la Juventud, Viceministro de Trabajo desde 2004 hasta 2005, embajador de Panamá en Cuba desde 2005 hasta septiembre de 2007, y director general del Instituto Nacional de Cultura (nombre antiguo del Ministerio de Cultura) bajo la presidencia de Martin Torrijos.
Rodríguez Barrera murió el 10 de marzo de 2009, durante una visita oficial a la Lotería Nacional de Beneficencia. Pasadas las ocho de la mañana Anel Omar Rodríguez se dirigía caminando al Hotel San Remo cuando se encontró en medio de un cruce de disparos de un grupo de delincuentes y los guardias privados que custodiaban el furgón blindado que intentaban asaltar.